# Antonio Raimondi
Antonio Raimondi (Milano, 19 settembre 1824 – San Pedro de Lloc, 27 ottobre 1890) è stato un geografo italiano naturalizzato peruviano.

## Biografia
Antonio Raimondi nacque a Milano il 19 settembre 1824. Poco si sa dell'infanzia, mentre è nota la una sua irresistibile attrazione verso le scienze naturali. La scelta del Perù come destinazione per le sue ricerche fu un fatto cosciente ed allo stesso tempo emotivo. La scarsa conoscenza scientifica della leggendaria terra degli Incas fu il primo stimolo, il secondo sorse quando fu testimone, nella serra del Giardino Botanico di Milano, del taglio di un cactus gigantesco di origine peruviana, fatto che lo colpì profondamente.
Nel 1848 partecipò alle storiche Cinque giornate di Milano per l'indipendenza ed unificazione dell'Italia. In seguito, fuggendo gli orrori della guerra, arrivò al porto di Callao il 28 luglio 1850, dove fu ricevuto dal prestigioso medico peruviano Cayetano Heredia, personaggio che lo accolse nel collegio dell'Indipendenza, che poi divenne la Facoltà di Medicina di San Fernando. Riconoscendo nel giovane italiano grandi capacità, gli affidò compiti di responsabilità. Il tempo confermò che non si era sbagliato.
Raimondi appartiene alla famiglia classica dei ricercatori di quell'epoca, che potremmo chiamare naturalisti enciclopedici. In loro la motivazione per l'apprendimento non conosceva limiti naturali ed umani. Niente fu di impedimento per le sue esplorazioni e ricerche; né il territorio più aspro né il più complesso campo della scienza potevano opporsi alla sua brama di conoscenza.
Nei suoi viaggi Raimondi raccolse tutto quanto poteva registrare dei paesaggi naturali e sociali che trovava nel suo cammino. Piante, animali, insetti, mostre di minerali, furono raccolte sistematicamente mentre faceva delle misure barometriche, osservazioni meteorologiche e piani precisi che completavano l'informazione sulle diverse regioni che esplorò. A ciò dobbiamo aggiungere il suo particolare interesse per tutto quanto poté conoscere e scoprire dei popoli attuali e antichi, osservati nelle moderne abitazioni, intravisti da antichi monumenti storici.
Raccolse abbondanti informazioni sui giacimenti di carbone del litorale piurano, analizzò e quantificò il guano delle isole Chincha, verificò il salnitro di Tarapacá, percorse le remote province aurifere di Carabaya e Sandia, navigò il Marañón, l'Ucayali e il Rio delle Amazzoni, i fiumi orientali più importanti, tracciò le piante delle città di Cajamarca, Chachapoyas, Huancavelica o di notevoli monumenti archeologici, come Huanuco Pampa o la Fortezza di Paramonga. Scoprì la Stele Chavín e la maestosa Puya: entrambe portano il suo nome in omaggio alla sua opera.
Terminò i suoi viaggi nel 1869 e si sposò con una donna huarasina, Adela Loli, che gli diede tre figli: Enrique, Maria ed Elvira.
Col matrimonio dovette preoccuparsi di provvedere alla sua famiglia oltre che di completare la sua opera.
Risulta impressionante il rispetto e l'ammirazione che uomini di scienza di altre nazionalità gli testimoniarono. Esploratori con particolare interesse per l'archeologia, come il nordamericano George E. Squier, o i tedeschi William Reiss e Adolph Stubel (quest'ultimo maestro di Max Uhle). Il geologo George Kunz o i paleontologi come Louis Agassiz e Gabb. Viaggiatori come il francese W. Weiner, autore della nota opera "Perù e Bolivia". Naturalisti come l'italiano Pigorini, i polacchi J. Stlzmann, K. Keiski e L. Taczanowski o il tedesco teodoro Wolf. Persino storiografi di prestigio, come l'inglese Sir Clements Markham, gli tributarono in vita la più grande considerazione.
Lontano dall'Europa, di carattere schivo e poco incline alla vita pubblica, Raimondi fu senza dubbio il più noto scienziato del Perù nella seconda metà del XIX secolo. La sua personalità, come i suoi meriti intellettuali, furono validi per essere riconosciuto come membro illustre delle più importanti associazioni scientifiche del mondo. Fu nominato membro onorario della Reale Società Geografica di Londra, della Società italiana di Antropologia, Etnologia e Psicologia Comparata e della Società Geografica di Parigi, tra altre istituzioni non meno notabili. Senza dubbio Raimondi fu, per i suoi meriti, uno dei personaggi più ricercati e cosmopoliti del Perù di quell'epoca.
A livello nazionale fu onorato in vita con il titolo di Dottore in Scienze Naturali e nominato Professore Onorario della Facoltà di Medicina, riconoscimenti concessi dalla Università "Nacional Mayor de San Marcos". Nel 1853 realizzò la sua prima missione ufficiale al servizio dello stato peruviano; dal 1858 le sue spedizioni e la pubblicazione delle sue opere più importanti furono finanziate dallo stato peruviano.
Per il suo prestigio e la sua serietà riconosciuto come consulente scientifico dello stato durante tutta la sua vita in Perù. Il miglior tracciato per la costruzione di una ferrovia, l'ubicazione di diversi giacimenti minerari, la certificazione di campioni minerali, criteri per la delimitazione territoriale o consulenze sopra conflitti limitrofi con Paesi vicini, tra tante altre questioni, costituirono i campi nei quali veniva permanente consultato, e da cui traeva le proprie risorse economiche, mai eccessive. 
Il 26 ottobre del 1890, provato da una lunga malattia, morì assistito dalla figlia Elvira, nella casa del suo connazionale e amico Alejandro Arrigoni, nella località di San Pedro de Lloc, presso la Regione di La Libertad. I suoi resti riposano nel cimitero Presbitero Maestro di Lima, nel Mausoleo edificato nel suo onore. Il suo lascito scientifico e morale rappresenta uno del capitoli più belli della storia universale delle scienze naturali. Il compito di diffondere la sua opera e la sua fede intangibile per il Perù, si rinnovano di generazione in generazione, tra quelli che trovano nell'esempio della sua vita una fonte di ispirazione per un futuro migliore.

## Nomenclatura
La nomenclatura Raimondi si usa per riconoscerlo come un'autorità nella descrizione e classificazione scientifica delle specie vegetali.

## Opere

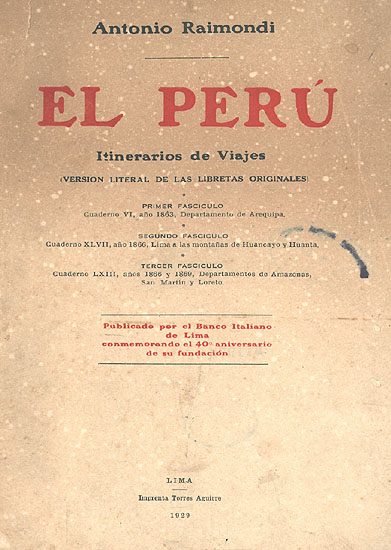
Copertina del libro El Perú. Itinerarios de viajes (ed. 1929)

- 1854: Informes sobre la existencia de guano en las islas de Chincha presentados por la Comisión nombrada por el gobierno peruano, con los planos levantados por la misma Comisión, Tipografía "El Heraldo", Lima
- 1857: Elementos de botánica aplicada a la medicina y a la industria en los cuales se trata especialmente de las plantas del Perú, Imp. Mariano Murga, Lima
- 1862: Apuntes sobre la provincia litoral de Loreto, Tipografía Nacional (Imp. Manuel D. Cortés), Lima
- 1864: Análisis de las aguas termales de Yura, aguas minerales de Jesús y aguas potables de Arequipa, Imp. Francisco Ibáñez, Arequipa
- 1873: El departamento de Ancachs y sus riquezas minerales, Enrique Meiggs (Imp. "El Nacional" por Pedro Lira), Lima
- 1873: La manipulación del guano, Imprenta del Estado, Lima
- 1873: Manipulación del guano, Imp. "El Nacional", Lima
- 1874: Guano y salitre. Observaciones a la memoria del sr. d. Daniel Desmaison, La Opinión Nacional, Lima
- 1874: El Perú. Parte Preliminar (Tomo I), Imprenta del Estado, Lima
- 1875: Observaciones al dictámen de los señores Cisneros y García en la cuestión relativa al salitre, Imp. de "La Opinión Nacional", Lima
- 1876: El Perú. Historia de la Geografía del Perú (Tomo II), Imprenta del Estado, Lima
- 1878: Minerales del Perú o catálogo razonado de una colección que representa los principales tipos minerales de la República, con muestras de huano y restos de aves que lo han producido, Imprenta del Estado, Lima
- 1880: El Perú. Historia de la Geografía del Perú (Tomo III), Imprenta del Estado, Lima
- 1880: Apéndice al catálogo razonado de los minerales del Perú, Imp. Prince y Bux, Lima
- 1882: Aguas minerales del Perú, J. Galland y E. Henriod (Imp. C. Prince), Lima
- 1883: Minas de oro de Carabaya, Carlos Paz Soldán, Lima
- 1884: Aguas potables del Perú, F. Masías y Cía, Lima
- 1885: Memoria sobre el Cerro de Pasco y la montaña de Chanchamayo, Imp. de La Merced (Peter Bacigalupi y Cía), Lima
- 1887: Minas de oro del Perú, Impr. y Libr. B. Gil, Lima

### Mappe
- 1888: Mapa del Perú, Grabado e Imp. Erhard Frères, Parigi

### Pubblicazioni postume
- 1902: Estudios geológicos del camino entre Lima y Morococha y alrededores de esta hacienda, Impr. y Libr. de San Pedro, Lima
- 1929: El Perú. Itinerarios de viajes, Banco Italiano de Lima (Imp. Torres Aguirre), Lima
- 1942: Notas de Viaje para su obra "El Perú" (Primer Volumen), Ing. Alberto Jochamowitz (Imp. Torres Aguirre), Lima
- 1943: Notas de Viaje para su obra "El Perú" (Segundo Volumen), Ing. Alberto Jochamowitz (Imp. Torres Aguirre), Lima
- 1955: 50 láminas inéditas de iconografía vegetal, Asociación Educacional Italiana, Lima
- 1990: Epistolario de Antonio Raimondi, Asociación Educacional Antonio Raimondi, Lima
- 1991: Apreciaciones personales. Cartas a Miguel Colunga (1859-1868), Biblioteca Nacional del Perú, Lima

### Traduzioni
- 1878: Minéraux au Pérou. Catalogue raisonné d'une collection des principaux types minéraux de la République comprenant aussi des échantillons de guano et des derbis fossilisés des oiseaux qui l'ont produit, A. Chaix et Cie (Imp. Centrale des Chemins de Fer), Parigi